# Гострі предмети (телесеріал)
Го́стрі предме́ти (англ. Sharp Objects) — американський телефільм 2018 року, психологічний кримінальний трилер, знятий за однойменним романом Ґіліян Флінн 2006 року. Прем'єра міні-серіалу за участю відомої акторки Емі Адамс відбулася 8 липня 2018 на каналі HBO.
Серіал створений американською сценаристкою і продюсеркою Марті Ноксон (англ. Marti Noxon) та канадським режисером Жан-Марком Валлє (фр. Jean-Marc Vallée). Емі Адамс грає репортерку з психоемоційними проблемами — Камілу Прікер, яка, за завданням редакції, приїздить до рідного містечка, де відбуваються загадкові вбивства юних дівчат.
Критики дуже позитивно зустріли серіал, відмітивши візуальні ефекти, переконливе створення гнітючої атмосфери вбивств і їхнього розслідування та гру акторів — передусім, Емі Адамс, а також Патрісії Кларксон, Елізи Сканлен та інших.

## У ролях

### Головні
- Емі Адамс — Камілла Прикер
- Патріша Кларксон — Адора Креллін[2]
- Елайза Сканлен — Емма Креллін[3]
- Кріс Мессіна[en] — Річард Вілліс, детектив з Канзас-Сіті[4]
- Метт Крейвен[en] — Білл Вікері, шеф поліції[5]
- Генрі Черні — Алан Креллін
- Тейлор Джон Сміт — Джон Кін, брат другої жертви[6]
- Медісон Девенпорт — Ешлі Вілер, подруга Джона Кіна[7]
- Міґель Сандовал — Френк Каррі
- Вілл Чейз — Боб Неш, батька першої жертви[8]
- Софія Лілліс — Камілла Прикер у юності[9]
- Лулу Вілсон — Меріан Прикер
- Елізабет Перкінс — Джеки О'Нілл[7]
- Джексон Герст[en] — Кірк Лейсі, вчитель середньої школи[8]

### Повторювані
- Дженніфер Аспен[en] — Дженні Кін, власник бару[8]
- Девід Салліван[en] — Кріс
- Рейґан Пастернак[en] — Кеті Лейсі
- Сідні Свіні — Еліс
- Ренді Оґлсбі[en] — пастор
- Гіларі Ворд — Бекка
- Бетсі Бейкер[en] — Джоселін Вікері
- Ґай Бойд[en] — Клайд

### Запрошені актори
- Бет Бродерік — Енні Б.
- Барбара Ів Гарріс[en] — Айлін

## Список епізодів
| № серії | Назва серії          | Режисер(и)     | Сценарист(и)                 | Оригінальна дата показу | Глядачів U.S. (млн) |
| ------- | -------------------- | -------------- | ---------------------------- | ----------------------- | ------------------- |
| 1       | «Зникнення» «Vanish» | Жан-Марк Валле | Марті Ноксон                 | 8 липня 2018            | 1,54                |
| 2       | «Бруд» «Dirt»        | Жан-Марк Валле | Ґіліян Флінн                 | 15 липня 2018           | 1,10                |
| 3       | «Виправлення» «Fix»  | Жан-Марк Валле | Алекс Меткалф                | 22 липня 2018           | 1,03                |
| 4       | «Хтивість» «Ripe»    | Жан-Марк Валле | Вінс Каландра                | 29 липня 2018           | 0,93                |
| 5       | «Зближення» «Closer» | Жан-Марк Валле | Скотт Браун                  | 5 серпня 2018           | 1,17                |
| 6       | «Вишенька» «Cherry»  | Жан-Марк Валле | Дон Камоче та Аріелла Блейєр | 12 серпня 2018          | 1,13                |
| 7       | «Падіння» «Falling»  | Жан-Марк Валле | Ґіліян Флінн та Скотт Браун  | 19 серпня 2018          | 1,25                |
| 8       | «Молоко» «Milk»      | Жан-Марк Валле | Марті Ноксон та Ґіліян Флінн | 26 серпня 2018          | 1,76                |